# Conus crocatus
Conus crocatus е вид охлюв от семейство Conidae. Видът не е застрашен от изчезване.

## Разпространение и местообитание
Разпространен е в Австралия (Коралови острови и Куинсланд), Американска Самоа, Бруней, Вануату, Виетнам, Гуам, Индонезия (Калимантан, Малуку, Папуа и Сулавеси), Камбоджа, Китай (Гуандун, Гуанси, Джъдзян, Дзянсу, Фудзиен и Хайнан), Коморски острови, Мавриций, Мадагаскар, Майот, Макао, Малайзия, Малки далечни острови на САЩ (Уейк), Маршалови острови, Микронезия, Мозамбик, Науру, Нова Каледония, Палау, Папуа Нова Гвинея, Провинции в КНР, Реюнион, Самоа, Северна Корея, Северни Мариански острови, Сейшели, Сингапур, Соломонови острови, Тайван, Тайланд, Токелау, Тувалу, Уолис и Футуна, Филипини, Хонконг, Южна Корея и Япония (Кюшу, Рюкю, Хоншу и Шикоку).
Обитава крайбрежията и пясъчните дъна на морета и рифове.